# 스기모토 다쿠야
스기모토 다쿠야(일본어: 杉本 拓也, 1989년 12월 31일 ~ )는 일본의 축구 선수이다.

## 구단 경력
그는 2012년부터 2022년까지 J리그의 가이나레 돗토리, 후지에다 MYFC에서 활동하였다.